# Yves Yersin
Pour les articles homonymes, voir Yersin.
Yves Yersin, né le 4 octobre 1942 à Lausanne et mort le 15 novembre 2018 à Baulmes, est un réalisateur et producteur de télévision suisse, connu notamment pour son long métrage de fiction Les Petites Fugues et pour la mise en images du spectacle de Zouc à Bobino.

## Biographie
De 1959 à 1961, Yves Yersin étudie la photographie à l'École de photographie de Vevey où il a obtenu le Certificat fédéral de capacité. En 1962 il commence une spécialisation dans la photographie de publicité puis de 1963 à 1964 une formation de caméraman.
Lors de l'Expo64, scénographie, il assiste René Creux lors de la réalisation du diaporama Polyvision (Pavillon ONST, média composé de 64 projecteurs permettant d'animer une coupole d'images de 35 mètres de diamètre, 360° à l'horizontale - 180° au plan vertical).
En 1971, il rejoint la maison de production Groupe 5, fondée en 1968 par Alain Tanner, Jean-Louis Roy, Michel Soutter, Jean-Jacques Lagrange et Claude Goretta, et que Lagrange quitte.

## Filmographie
- 1964-1965 : Le Panier à viande, documentaire, en coréalisation avec Jacqueline Veuve
- 1966 : Les cloches des vaches, film ethnographique.
- 1967 : Le licou, film ethnographique.
- 1967 : Chaînes et clous, film ethnographique.
- 1967 : Le tannerie de la Sarraz, film ethnographique.
- 1967 : Valvieja, documentaire.
- 1968 : Swiss Made, documentaire
- 1968-1969 1981 : Der Neinsager (Celui qui dit non), sketch
- 1968-1969 : L'Huilier, film ethnographique.
- 1969-1970 : Les boîtes à vacherin, film ethnographique.
- 1970 : Angèle, 4e sketch du film de fiction Quatre d'entre elles.
- 1970 : Les sangles à vacherin, film ethnographique.
- 1970 : Une fromagerie du Jura, film ethnographique.
- 1970 : Le cordonnier ambulant du Lötschental, film ethnographique.
- 1970 : La chapelère du Lötschental, film ethnographique.
- 1970 : Le four en pierre solaire, film ethnographique.
- 1972 : La passementière, film ethnographique
- 1972-1973 : Les derniers passementiers, documentaire
- 1976 : Le réveil de l'ordre (élections en Allemagne), émission TV Temps présent
- 1976 : Le prix du divorce, émission TV A bon entendeur….
- 1974-1979 : Les Petites Fugues, long métrage de fiction.
- 1979 : Suède (Situation économique en Suède), émission TV Temps présent
- 1980 : Spectacle de Zouc à Bobino (captation).
- 1981  : Inventaire lausannois, documentaire
- 1981-1982 : La passion selon St-Mathieu, film
- 1982 : L'Allégement de Marcel Schüpbach, coscénariste.
- 1984-1985 : L'heure des choix, documentaire
- 2013 : Tableau noir, documentaire long métrage. Grand Prix au Festival de Locarno 2013.